# 幸せのアンサー
幸せのアンサー（原題：You Gave Me The Answer）は、1975年にウイングスが発表した楽曲。
アルバム「ヴィーナス・アンド・マース」収録。また、ポール・マッカートニーの公式サイトに掲載されている質問返答記事の名称でもある。

## 概要
ポールの主な作風の一つであるジャズ風のナンバー。ビートルズ時代の「ホエン・アイム・シックスティ・フォー 」や「ハニー・パイ」などの系譜を継ぐ。
咳払いに始まり、間奏では「Shall We Dance?」「This Is Fun」「We should do this more often」などのヴォードヴィル風の台詞が挿入されている。このようなポールの趣向は、ジャズミュージシャンであった彼の父親ジェームズの影響によるものである（彼は翌年の1976年10月に肺炎で亡くなっている）。
ライヴでは1975年から1976年に演奏され、その様子がライブ盤ウイングス・オーヴァー・アメリカに収録されている。